# Partit Progressista (Islàndia)
El Partit Progressista (islàndia Framsóknarflokkurinn) és un partit polític d'Islàndia de caràcter agrarista i liberal fundat el 1916. El partit és membre de la Internacional Liberal. El seu actual líder és Sigmundur Davíð Gunnlaugsson, escollit per al càrrec el 18 de gener de 2009. El seu predecessor va ser Valgerður Sverrisdóttir, qui ocupà el càrrec només per dos mesos.
Entre 1995 i 2007 el partit va estar en el govern formant coalició amb el Partit de la Independència, específicament sota els mandats de Davíð Oddsson i Geir Haarde, els dos del Partit de la Independència, i Halldór Ásgrímsson, del mateix Partit Progressista, qui ocupà el càrrec de Primer Ministre d'Islàndia entre 2004 i 2006 i a més va ser capdavanter del partit entre 1994 i 2006. Encara que el Partit Progressista originalment fou fundat com un partit agrari i encara troba la major part del seu suport en grangers i pescadors, va anar prenent gradualment una posició liberal dintre de l'espectre polític.
Va ser fundat en 1916 com una fusió de dos partits agraris, el Partit dels Grangers (Bændaflokkur) i els Grangers Independents (Óháðanar bændur). A través de la història d'Islàndia com a país independent, el Partit Progressista ha estat considerat com el segon major partit polític del país. Durant la seva existència s'ha unit formant coalicions de govern amb partits tant de dreta com d'esquerra. En gener de 2009 el partit va canviar el seu punt de vista davant la unió d'Islàndia a la Unió Europea, prenent una posició favorable i diferent de la que havia tingut anteriorment.
A les eleccions legislatives islandeses de 2007 el partit va perdre 5 dels 12 escons que tenia. with the deal being signed on May 22, returning the Progressive Party to the Oposició. La coalició només tenia majoria d'un escó a l'Alþingi, i el Partit de la Independència va formar un govern amb l'Aliança Socialdemòcrata gràcies a l'acord signat el 22 de maig, tornant pel Partit Progressista a l'oposició. Quan es formà un govern minoritari d'esquerra al febrer de 2009, arran de la crisi financera islandesa, el Partit Progressista acordà defensar-se d'un vot de no confiança, però no forma part de la coalició governant.
A les eleccions legislatives islandeses de 2009, el Partit Progressista va millorar, assegurant un 14,8% dels vots, i l'augment del seu nombre d'escons de 7 a 9. Es va mantenir a l'oposició, però, la coalició de l'Aliança Socialdemòcrata i el Moviment d'Esquerra-Verd contínua governant amb una majoria incrementada.

## Resultats electorals
| Any       | Líder                    | Vots   | %    | Escons  | +/–  | Pos. | Govern   |
| --------- | ------------------------ | ------ | ---- | ------- | ---- | ---- | -------- |
| 1919      | Ólafur Briem             | 3,115  | 22.2 | 11 / 40 | = 11 | = 3r | Oposició |
| 1923      | Þorleifur Jónsson        | 8,062  | 26.6 | 15 / 42 | 4    | 2n   | Coalició |
| 1927      | Tryggvi Þórhallsson      | 9,532  | 29.8 | 19 / 42 | 4    | 1r   | Coalició |
| 1931      | Tryggvi Þórhallsson      | 13,844 | 35.9 | 23 / 42 | 4    | = 1r | Majoria  |
| 1933      | Ásgeir Ásgeirsson        | 8,530  | 23.9 | 17 / 42 | 6    | 2n   | Coalició |
| 1934      | Hermann Jónasson         | 11,377 | 21.9 | 15 / 49 | 2    | = 2n | Coalició |
| 1937      | Jónas frá Hriflu         | 14,556 | 24.9 | 19 / 49 | 4    | 1r   | Minoria  |
| 1942 (I)  | Jónas frá Hriflu         | 16,033 | 27.6 | 20 / 49 | 1    | = 1r | Oposició |
| 1942 (II) | Jónas frá Hriflu         | 15,869 | 26.6 | 15 / 52 | 5    | 2n   | Oposició |
| 1946      | Hermann Jónasson         | 15,429 | 23.1 | 13 / 52 | 2    | = 2n | Oposició |
| 1949      | Hermann Jónasson         | 17,659 | 24.5 | 17 / 52 | 4    | = 2n | Oposició |
| 1953      | Hermann Jónasson         | 16,959 | 21.9 | 16 / 52 | 1    | = 2n | Coalició |
| 1956      | Hermann Jónasson         | 12,925 | 15.6 | 17 / 52 | 1    | = 2n | Coalició |
| 1959 (I)  | Hermann Jónasson         | 23,061 | 27.2 | 19 / 52 | 2    | = 2n | Oposició |
| 1959 (II) | Hermann Jónasson         | 21,882 | 25.7 | 17 / 60 | 2    | = 2n | Oposició |
| 1963      | Eysteinn Jónsson         | 25,217 | 28.2 | 19 / 60 | 2    | = 2n | Oposició |
| 1967      | Eysteinn Jónsson         | 27,029 | 28.1 | 18 / 60 | 1    | = 2n | Oposició |
| 1971      | Ólafur Jóhannesson       | 26,645 | 25.3 | 17 / 60 | 1    | = 2n | Coalició |
| 1974      | Ólafur Jóhannesson       | 28,381 | 24.9 | 17 / 60 | =    | = 2n | Coalició |
| 1978      | Ólafur Jóhannesson       | 20,656 | 16.9 | 12 / 60 | 5    | 4t   | Coalició |
| 1979      | Steingrímur Hermannsson  | 30,861 | 24.9 | 17 / 60 | 5    | 2n   | Oposició |
| 1983      | Steingrímur Hermannsson  | 24,754 | 18.5 | 14 / 60 | 3    | = 2n | Coalició |
| 1987      | Steingrímur Hermannsson  | 28,902 | 18.9 | 13 / 63 | 1    | = 2n | Coalició |
| 1991      | Steingrímur Hermannsson  | 29,866 | 18.9 | 13 / 63 | =    | = 2n | Oposició |
| 1995      | Halldór Ásgrímsson       | 38,485 | 23.3 | 15 / 63 | 2    | = 2n | Coalició |
| 1999      | Halldór Ásgrímsson       | 30,415 | 18.4 | 12 / 63 | 3    | 3r   | Coalició |
| 2003      | Halldór Ásgrímsson       | 32,484 | 17.7 | 12 / 63 | =    | = 3r | Coalició |
| 2007      | Jón Sigurðsson           | 21,350 | 11.7 | 7 / 63  | 5    | 4t   | Oposició |
| 2009      | Sigmundur Gunnlaugsson   | 27,699 | 14.8 | 9 / 63  | 2    | = 4t | Oposició |
| 2013      | Sigmundur Gunnlaugsson   | 46,173 | 24.4 | 19 / 63 | 10   | 2n   | Coalició |
| 2016      | Sigurður Ingi Jóhannsson | 21,791 | 11.5 | 8 / 63  | 11   | 4t   | Oposició |
| 2017      | Sigurður Ingi Jóhannsson | 21,016 | 10.7 | 8 / 63  | =    | = 4t | Coalició |
| 2021      | Sigurður Ingi Jóhannsson | 34,501 | 17.3 | 13 / 63 | 5    | 2n   | Coalició |
| 2024      | Sigurður Ingi Jóhannsson | 16,578 | 7.8  | 5 / 63  | 8    | 6è   | Oposició |

## Líders
| Núm | President | President                                | Inici | Final        | Primer Ministre      |
| --- | --------- | ---------------------------------------- | ----- | ------------ | -------------------- |
| 1   |           | Ólafur Briem (1851–1925)                 | 1916  | 1920         |                      |
| 2   |           | Sveinn Ólafsson (1863–1949)              | 1920  | 1922         |                      |
| 3   |           | Þorleifur Jónsson (1864–1956)            | 1922  | 1928         |                      |
| 4   |           | Tryggvi Þórhallsson (1889–1935)          | 1928  | 1932         | 1927-1932            |
| 5   |           | Ásgeir Ásgeirsson (1894–1972)            | 1932  | 1933         | 1932-1934            |
| 6   |           | Sigurður Kristinsson (1880–1963)         | 1933  | 1934         |                      |
| 7   |           | Jónas Jónsson (1885–1968)                | 1934  | 1944         |                      |
| 8   |           | Hermann Jónasson (1896–1976)             | 1944  | 1962         | 1934-1942, 1956-1958 |
| 9   |           | Eysteinn Jónsson (1906–1993)             | 1962  | 1968         |                      |
| 10  |           | Ólafur Jóhannesson (1913–1984)           | 1968  | 1979         | 1971-1974, 1978-1979 |
| 11  |           | Steingrímur Hermannsson (1928–2010)      | 1979  | 1994         | 1983-1987, 1988-1991 |
| 12  |           | Halldór Ásgrímsson (1947–2015)           | 1994  | 2006         | 2004-2006            |
| 13  |           | Jón Sigurðsson (1946–2021)               | 2006  | 2007         |                      |
| 14  |           | Guðni Ágústsson (born 1949)              | 2007  | 2008         |                      |
| 15  |           | Valgerður Sverrisdóttir (born 1950)      | 2008  | 2009         |                      |
| 16  |           | Sigmundur Davíð Gunnlaugsson (born 1975) | 2009  | 2016         | 2013-2016            |
| 17  |           | Sigurður Ingi Jóhannsson (born 1962)     | 2016  | En el càrrec | 2016-2017            |